# Erik Sparre af Sundby

Feldmarschall Erik Sparre, Porträt von Nicolas de Largillière

Erik Sparre af Sundby, seit 1719 Graf, (schwedisch Erik Axelsson greve Sparre af Sundby; * 15. Juli 1665; † 4. August 1726 in Stockholm) war ein schwedischer Diplomat, Reichsrat, Feldmarschall und Maler.

## Leben

### Herkunft und Familie

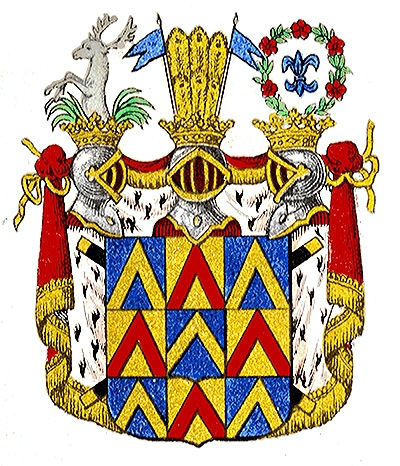
Wappen des Grafen Erik Sparre af Sundby, ab 1719

Erik war Angehöriger des schwedischen Adelsgeschlechts der Freiherren (schwedisch friherre) Sparre. Seine Eltern waren der schwedische Staatsmann Axel Carlsson Sparre (1620–1679) und Gräfin Beata, geborene Stenbock (* 1638). Der ebenfalls schwedische Feldmarschall Graf Axel Sparre (1652–1728) war sein Bruder. Erik vermählte sich 1707 in erster Ehe in Stockholm mit Gräfin Sofia Wrede (1676–1708), einer Tochter des schwedischen Staatsmannes Fabian Wrede (1641–1712). Als Witwer vermählte er sich 1710 mit Gräfin Christina Beata Lillie, verwitwete Sack, (1677–1727). Aus beiden Ehen sind je ein Kind hervorgegangen:
- Axel (1708–1772), schwedischer Generalmajor und Staatsmann, ⚭ 1735 Christina Margareta Augusta Törnflycht (1714–1780)
- Ulrika Lovisa (1711–1768), schwedische Oberhofmeisterin, ⚭ 1727 Carl Gustaf Tessin (1695–1770), schwedischer Politiker und Reichsrat

Sparre wurde 1719 mit Wappenbesserung in den schwedischen Grafenstand erhoben und bei der Grafenklasse der schwedischen Ritterschaft introduziert (Nr. 63). Die von ihm gestiftete gräfliche Linie Sparre af Sundby erlosch mit seinen Enkeln.

### Werdegang
Sparre begann seine Laufbahn im schwedischen Heer 1682 als Kornett im karelischen Kavallerieregiment.
Als Fähnrich ging er im Regiment O. W. Königsmarck 1683 in französischen Dienst. Dort avancierte er 1685 zum Leutnant, 1688 zum zweiten Kapitän, 1690 zum Major und wurde schließlich 1690 mit seiner Beförderung zum Oberst auch Regimentschef des Régiment de Royal Suèdois, das bis 1714 seinen Namen „Sparre“ führte. Im spanischen Erbfolgekrieg konnte er sich mehrfach auszeichnen und stieg 1701 zum Brigadier der französischen Infanterie, 1703 zum Kommandeur des pommerschen Infanterieregiments, 1704 zum Marschall de Camp und schließlich 1707 Generalleutnant der französischen Armee auf.

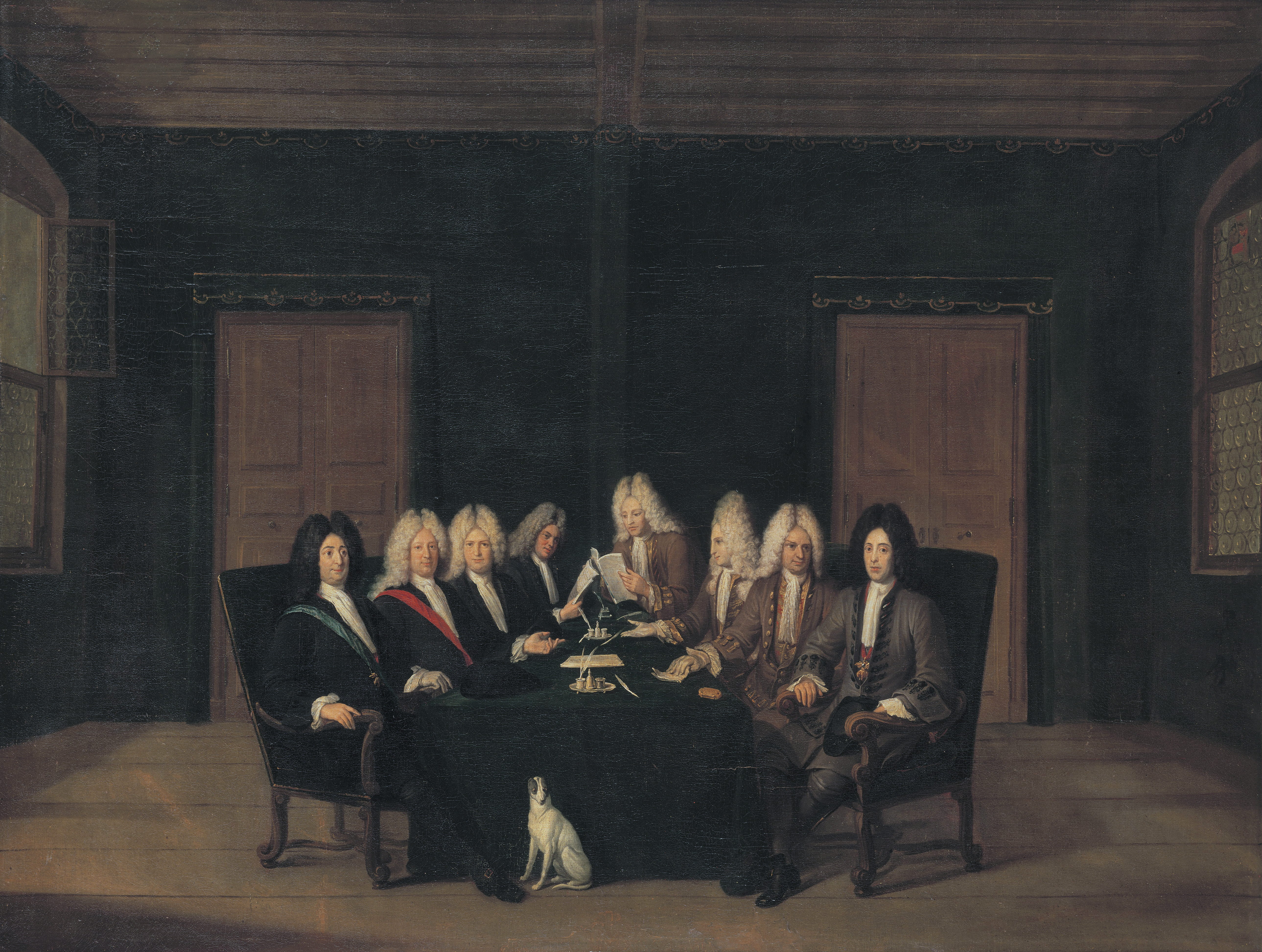
Die Abgeordneten des Friedenskongresses von Baden 7. September 1714, Gemälde von Johann Rudolf Huber

Ranggleich kehrte Sparre 1712 in schwedische Dienste zurück und wurde Kommandeur des Infanterieregiments von Närke und Värmland. Er wurde 1714 als bevollmächtigter Minister nach Baden im Aargau entsandt und verhandelte dort den Frieden von Baden mit. Noch im selben Jahr wurde er außerordentlicher Botschafter in Paris, was er bis 1717 blieb. Ebenfalls 1717 avancierte er zum General der schwedischen Infanterie und wurde 1718 Reichsrat und Kanzlerrat. 1719 war er Botschafter am kaiserlichen Hof in Wien und erhielt im selben Jahr noch seine Beförderung zum Feldmarschall. 1720 war er noch einmal außerordentlicher Botschafter in Paris und gleichzeitig auch in London.

### Malerei
Gleich seinen Brüdern hatte Sparre ausgeprägte künstlerische Neigungen. In Paris war er unter anderem mit Hyacinthe Rigaud und Nicolas de Largillière befreundet, die ihn auch beide porträtierten. Selbst hatte er auch einige Gemälde gefertigt, so auch ein Miniaturporträt von Karl XII.

### Besitz

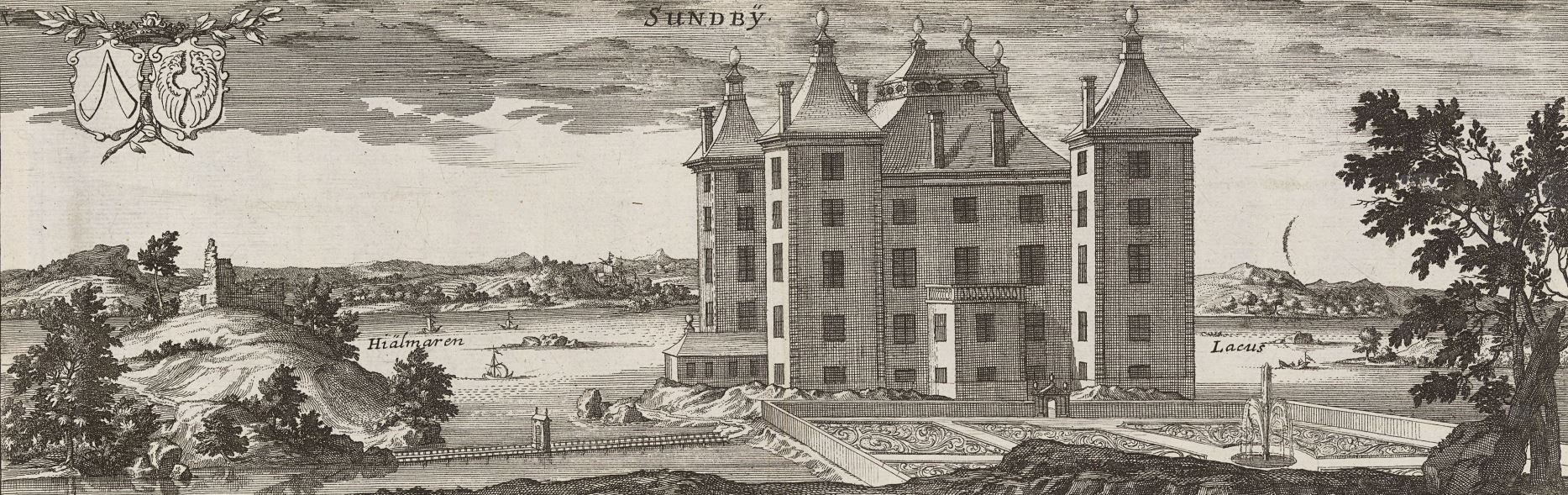
Schloss Sundby, Kupferstich von Erik Dahlberg (1680)

Sparre war Graf zu Schloss Sundby, Kirchspiel Öja, Södermanlands län sowie durch Heirat auch Besitzer von Fånö, Kirchspiel Lots, Uppsala län. Er wurde mit seinen beiden Gattinnen in der Kirche zu Öja begraben.